# 本笃会

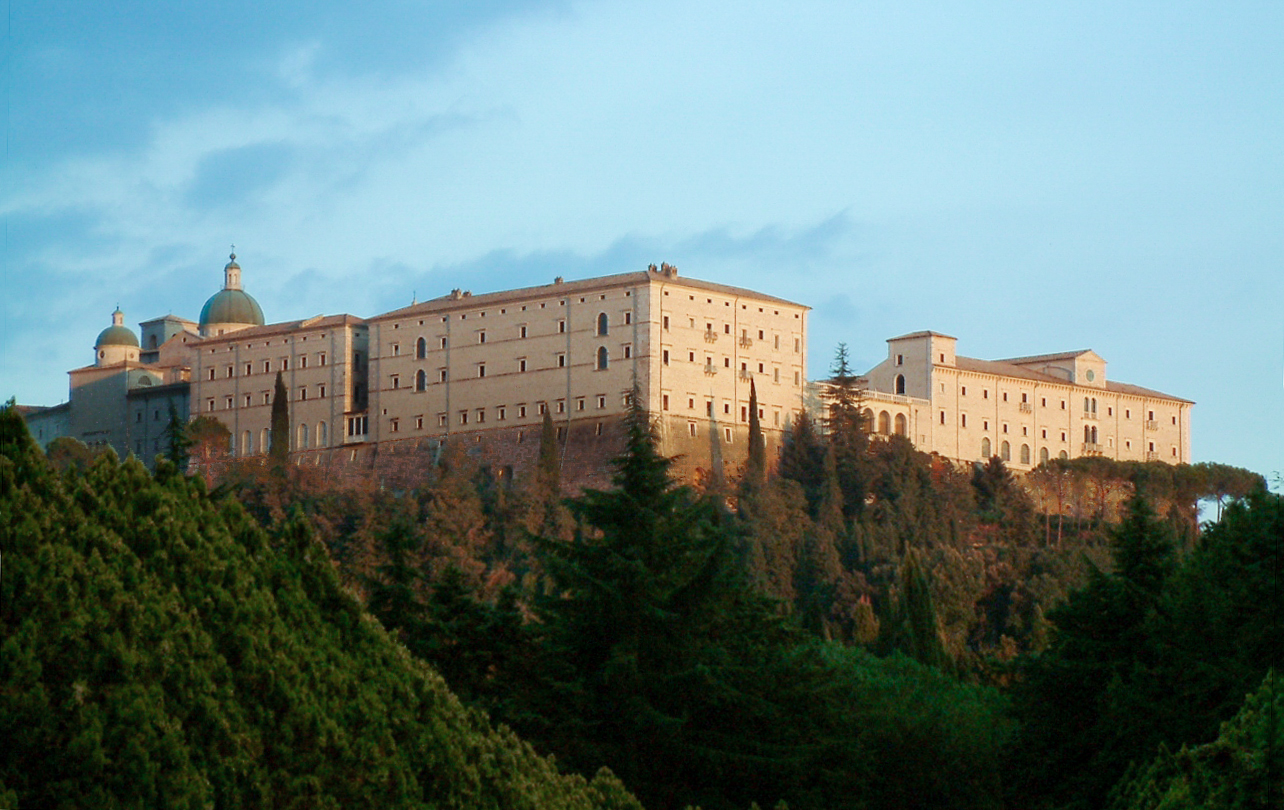
现在在卡西諾山上的本笃修道院。

本笃会（拉丁語：Ordo Sancti Benedicti）又譯為本尼狄克派，亦被稱為“黑修士”（得名于修會僧袍的顏色），是天主教的一個隐修会，是由意大利人圣本笃於529年在意大利中部卡西诺山所创，遵循中世紀初流行於義大利和高盧的隱修活動。其規章成為西歐和北歐隱修的主要規章。本笃会隐修院的象征是十字架及耕地的犁。另外，在不同地方的舊天主教會、聖公會及路德會均有本笃会。

## 历史
努西亚的本笃于约529年在意大利苏比亚科修建了一座修道院，后来又在卡西諾山等地陆续修建了另外十余所修道院。然而，并无证据显示他希望建立一个修道会，聖本篤準則要求各修道院间实行自治而非联合成修道会。约580年，卡西诺山被伦巴第人攻陷，僧侣们逃往罗马，这可能是本笃会传播开来的主要原因。
10世纪时，法国克吕尼隐修院首先发起改革运动，称“重修本笃会”。11世纪初在法国第戎附近的熙笃旷野又有熙笃会产生，在法国查尔特勒山圣勃路诺创办有加多森会。15世纪－16世纪时，因会士到殖民地传教，该会的隐修性质逐渐消失。
本笃会产生过24位教宗，4600位主教和五千多位聖人。

## 会规
圣本笃所订的会规共七十三章。非常生活化，照顾到祈祷、求知、劳动各方面，并提倡适度的灵修。会规规定会士不可婚娶，不可有私财，一切服从长上，称此为“发三愿”。 本笃会会士每日必须按时进经堂诵经，咏唱“大日课”，余暇时从事各种劳动。会规要求祈祷不忘工作，视游手好闲为罪恶。后来该会规成为天主教修会制度的范本。本笃会传统重视教会音乐，今法国、比利时和意大利等国的本笃会修院仍保持这一传统。
本笃会规是要建立一种生活方式，就是藉着基督、在基督内、靠着圣神回归到上帝面前。这样规律的生活结构是为了要随时随地意识到天主的临在。而在团体生活中，每个人都必须要有内在的改变，才能持守对基督的誓约。并借着对地方和人的恒常关系，来达成这个永久的盟约。

## 本笃会在中国
1925年，美国本笃会的神父来到中国北京，创建辅仁大学。不久移交给圣言会负责，还在河南开封传教。1930年代退出中国。

## 延伸閱讀
- Dom Columba Marmion OSB, Christ the Ideal of the Monk – Spiritual Conferences on the Monastic and Religious Life (Engl. edition London 1926, trsl. from the French by a nun of Tyburn Convent).
- Mariano Dell'Omo, Storia del monachesimo occidentale dal medioevo all'età contemporanea. Il carisma di san Benedetto tra VI e XX secolo. Jaca Book, Milano 2011. ISBN 978-88-16-30493-2

## 外部連結
- R Dom Luke Dysinger, The Benedictine Family Tree （页面存档备份，存于）
- 本篤會：簡介 （页面存档备份，存于）
- "本篤令" （页面存档备份，存于） 天主教百科全書
- Confoederatio Benedictina Ordinis Sancti Benedicti, the Benedictine Confederation of Congregations
- Links of the Congregations （页面存档备份，存于）